# Дадья (лес)
Лес Дадья (греч. Δάσος της Δαδιάς) — крупный массив естественного леса в периферийной единице Эврос на северо-востоке Греции. Лес состоит в основном из дуба и сосны. Одно из важнейших местообитаний в Европе хищных птиц и единственный лес в Европе, где можно увидеть все четыре европейских вида птиц-падальщиков. Это охраняемая территория площадью 7 290 гектаров, которую ежегодно посещают около 35 000 человек.

## История

### Лесной пожар 2023 года
Крупный лесной пожар в августе 2023 года уничтожил около 73 000 гектаров (730 квадратных километров) недалеко от Александруполиса, в основном в лесу Дадья, в результате чего погибло 18 человек. Этот пожар продолжался 17 дней и был назван официальными лицами ЕС «крупнейшим из зарегистрированных в ЕС» до 2023 года. Пожар уничтожил чуть более 50 % леса Дадья, и, по оценкам, выжженным территориям потребуется 10 лет, чтобы проявить признаки восстановления, и до 80 лет, чтобы вернуться в исходное состояние.

## География
Лес расположен на северо-востоке Греции к северо-востоку от Александруполиса недалеко от границы с Турцией, где восточная часть Родопских гор в значительной степени необитаема и нетронута. Район представляет собой холмистую местность, покрытую деревьями. Холмы Эврос достигают высоты около 800 метров. Охраняемая территория занимает площадь 7 290 гектаров и окружена буферной зоной площадью около 28 000 гектаров. Подстилающие породы являются магматическими, некоторые из них щёлочные, а другие кислые. Большая часть территории покрыта лесами, однако имеются кустарники, пастбища и возделываемые земли. Деревья в основном представлены дубами и соснами, некоторые участки представляют собой первичный лес, а другие — вторичный, возобновлённый лес.

## Флора

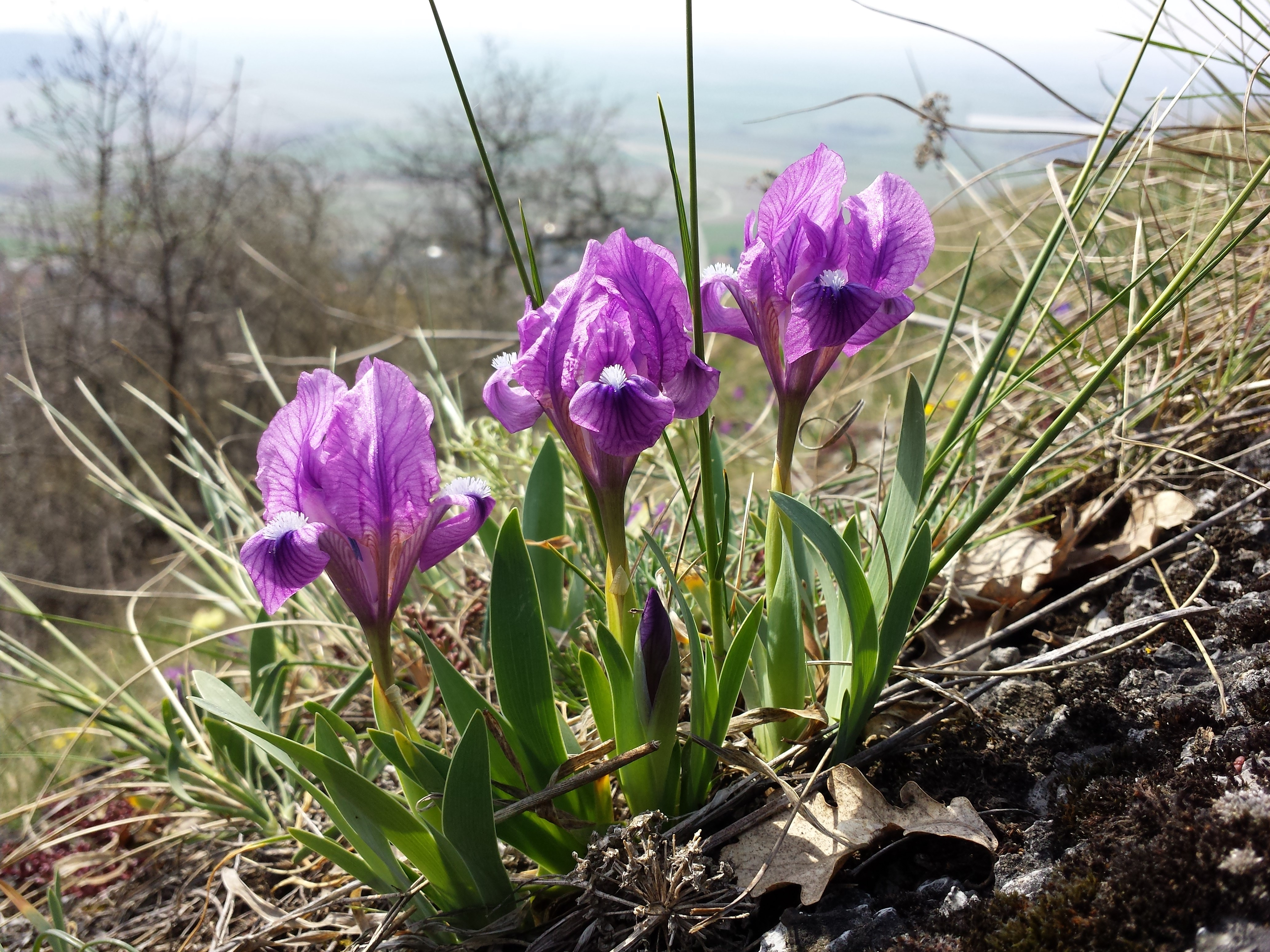
Ирис карликовый

Доминирующими видами деревьев в лесу Дадья являются сосна турецкая, сосна чёрная и три вида дуба. Среди них произрастают кизил, скумпия, граб восточный, хмелеграб обыкновенный, рябина глоговина и терпентинное дерево. Травянистые растения, травы и луковичные растения включают пионы, различные орхидеи, ирис карликовый, ирис Райхенбаха, рябчик понтийский, дикие тюльпаны, крокус хорошенький и безвременник.

## Фауна
На охраняемой территории зарегистрировано около 36 видов млекопитающих, а также 40 видов рептилий и земноводных, однако наибольшую известность лес получил как заповедник для птиц. Присутствуют 36 из 38 дневных видов европейских хищных птиц, а также 6 ночных видов (совообразные). Здесь обитают все четыре местных европейских вида птиц-падальщиков: чёрный гриф, бородач, обыкновенный стервятник и белоголовый сип; Дадья — единственный такой лес в Европе. Здесь много орлов: на охраняемой территории гнездятся несколько пар беркутов. К более мелким хищникам относятся средиземноморский сокол, европейский тювик и филины. Здесь гнездятся как чёрные, так и белые аисты, а среди более мелких птиц встречаются полуошейниковая мухоловка, маскированный сорокопут и белобрюхая пеночка. Всего зарегистрировано 219 видов птиц.

## Информация для посетителей
Лес является охраняемой территорией, которую ежегодно посещают около 35 000 туристов. Они приносят экономическую выгоду деревне Дадья и всему региону. Для удобства посетителей функционируют Центр экотуризма, информационный центр, а также кафе и ресторан. Въезд автомобилей запрещён, но организуются экотуры на микроавтобусах, а посетители могут пройти по тропам пешком. Для птиц-падальщиков и других хищных птиц ежедневно оставляются туши, а посетители могут понаблюдать за птицами из расположенного в 600 метрах укрытия.